# Ocnița (condado)
Ocniţa é um condado (ou distrito) da Moldávia. Sua capital é a cidade de Ocniţa.